# Horváth Ilona (pedagógus)
Székely Endréné Horváth Ilona (Nagyvárad, 1912. augusztus 18. – Budapest, 1979. május 15.) matematika-fizika-filozófia szakos középiskolai tanár, a pedagógiai tudományok kandidátusa (1954), a Műszaki Egyetem Pedagógiai Tanszékének tanszékvezető docense. A Magyar Tudományos Akadémia Pedagógiai Bizottságának tagja volt.

## Életpályája
Tanítói, majd 1937-ben a Budapesti Tudományegyetemen matematika-fizika-filozófia szakon középiskolai tanári diplomát kapott. 1939-től a Szociáldemokrata Párt tagja volt. 1945-ben belépett a Magyar Kommunista Pártba, és a Magyar Pedagógusok Szabad szakszervezetének egyik első szervezője volt. 1945–1950 között a Központi Vezetőség tagja volt. 1945-től általános iskolai tanárként dolgozott. 1946–1948 között és 1954–1956 között a Magyar Kommunista Párt, illetve a Magyar Dolgozók Pártja kulturális és tudományos osztályán alosztályvezetőként tevékenykedett. 1948-ban a leningrádi Herzen Intézetben pedagógia szakos aspiráns volt. 1951-ben jött haza; de disszertációját – betegsége miatt – csak 1954-ben védte meg. 1954–1956 között az Magyar Dolgozók Pártja Tudományos és Kultúrális osztályán dolgozott. 1956-tól ismét általános iskolai tanár volt. 1957–1958 között a Munkaügyi Minisztérium pedagógiai osztályának főelőadója volt. 1959–1965 között a kispesti kísérleti ipari szakmunkásképző középiskola igazgatója volt. 1965–1970 között a Műszaki Egyetemen a pedagógiai tanszék tanszékvezető docense volt. 1971–1975 között a Magyar Tudományos Akadémia Filozófiai Intézetének tudományos főmunkatársa volt. 1976-ban nyugdíjba vonult.
Érdeklődése felölelte a pedagógia, a nevelésügy szinte valamennyi kérdését; kiemelten foglalkozott a szakoktatással, neveléselmélettel és történettel, didaktikával.

## Művei
- Új tavaszi seregszemle (Szakmunkásnevelés a Magyar Tanácsköztársaságban) (Budapest, 1959)
- Didaktika (Szokolszky Istvánnal, Budapest, 1975)

## Díjai
- Makarenko-emlékérem (1964)
- Akadémiai Díj (megosztva; 1968)
- Apáczai Csere János-díj (1973)